# Il cavaliere di buon gusto
Il cavaliere di buon gusto è un'opera teatrale in prosa in tre atti di Carlo Goldoni scritta nel 1750 e messa in scena per la prima volta a Venezia nel mese di dicembre dello stesso anno, riportando scarso riscontro da parte del pubblico. Si tratta di una delle 16 commedie nuove che l'autore si era impegnato a scrivere in un anno per l'impresario Girolamo Medebach. 
In merito al fiasco della prima, Goldoni annotò nei suoi Mémoires: Questa commedia, benché riuscisse molto bene, ebbe però la disgrazia di succedere a Pamela che aveva fatto delirar tutti; riportò infatti un più felice incontro nella sua replica l'anno dopo.

## Trama
Napoli. La scena si apre con il conte Ottavio che sta leggendo il primo libro delle Lettere di Gasparo Gozzi (opera veramente degna di un Cavaliere di buon gusto, precisò Goldoni nella prefazione all'edizione a stampa). Egli è un uomo di una certa età, molto allegro, molto piacevole, e che scherza sempre col bel sesso senza voglia o timore di contrarre impegni. Amministra le sostanze del nipote Florindo, la cui madre Beatrice non ama troppo il cognato. Essa incute diffidenza nell'animo di suo figlio riguardo allo zio. Il conte se ne accorge fa credere a Beatrice che è sta per sposarsi, a pregiudizio del suo erede. Getta su tal proposito qualche lontana e ambigua proposizione, ma tutte le volte che si tratta di manifestare l’oggetto del suo cuore, presenta per sua bella Pantalone, mostrando un suo trattato di commercio con questo negoziante, dal qual traffico ricava capitali sufficienti per sostenere la vita elegante che gode.

## Poetica
Per Giuseppe Ortolani questa commedia, in cui Goldoni ha disegnato nella figura del conte Ottavio l'esempio del perfetto cavaliere galante, garbato, amante della tavola, della cultura, dei buoni amici, ma anche attento alle trasformazioni sociali ed economiche, tanto da mettersi in affari con il mercante veneziano Pantalone, manca di una vera e propria azione drammatica. Parte della critica giudicò sconveniente la rappresentazione di un nobile dedito al commercio.  Il commediografo veneziano si difese: Il mio Cavalier di buon gusto ha bisogno di una giustificazione, che da me gli è dovuta; in grazia principalmente di quelli che credono non convenire a chi è nato nobile la mercatura. Risponderò in primo luogo, essere una malinconia da curarsi lo scrupolo che la Mercatura tolga qualche fregio alla Nobiltà. I Principi stessi non solo hanno dichiarata nobile la Mercatura con privilegi, diplomi, editti. Da ciò vengono anche ad aumentarsi il lustro, la magnificenza, il piacere onesto, i comodi della vita; ed ecco la seconda ragione per cui non ricchissimo piacquemi di figurare il mio Cavaliere, per dimostrare a quelli che per avventura non lo sapessero, come si può essere di buon gusto, senza il pericolo di rovinarsi. Ne aggiungerò una terza, che pure inutile non mi sembra. Un Cavaliere assai ricco, il quale abbia abbondantissimi beni di fortuna, e possa a suo talento profondere, può facilmente essere di buon gusto, e lo è spesse volte perché tale le sue ricchezze lo fanno essere; ma chi ha solamente tanto, quanto al decoro ed al comodo della famiglia sua è necessario, renderà più ammirabile il suo buon gusto, procacciandosi i mezzi per mantenerlo. . Le scene che direttamente riguardano il Cavalier di buon gusto sono piacevolissime; istruisce, per esempio, il suo segretario, corregge il bibliotecario, addestra il suo nuovo maestro di casa, licenzia i servitori cattivi e ricompensa i buoni. Queste son piccole lezioni che giovano senza annoiare.